# Kommunisták Szövetsége
A Kommunisták Szövetsége egy nemzetközi forradalmi szervezet volt, amelyet 1847-ben alapítottak Londonban. Ez a szervezet a kommunista mozgalom egyik korai formája volt, és kulcsszerepet játszott a modern kommunista ideológia kialakításában.

## Története
A Kommunisták Szövetsége az Igazak Szövetségének utódja volt, amely egy korábbi titkos társaság volt, főként német emigránsokból állt. Az Igazak Szövetsége célja a társadalmi egyenlőség elérése volt, de nem volt egységes ideológiai alapja. A szövetség tagjai között több radikális gondolkodó és forradalmár volt. A legismertebb tagjai Karl Marx és Friedrich Engels voltak, akik később meghatározták a szervezet irányvonalát. A Kommunisták Szövetsége célja a proletariátus osztályharcának megszervezése és a kapitalista társadalom megdöntése volt, hogy helyébe egy osztály nélküli, kommunista társadalom lépjen. A szervezet kérte Marxot és Engelst, hogy dolgozzanak ki egy programot a mozgalom számára. Ennek eredménye lett a híres Kommunista kiáltvány, amelyet 1848 februárjában adtak ki. Ez a dokumentum a modern kommunizmus egyik alapműve, amely világosan megfogalmazta a szövetség céljait és ideológiáját. Az 1848-as forradalmak leverése után a Kommunisták Szövetsége meggyengült, és 1852-ben hivatalosan feloszlatták, részben a hatósági üldözések és a belső nézeteltérések miatt. Ennek ellenére a Kommunisták Szövetsége a kommunista mozgalom egyik első szervezeti formája volt, amely az elnyomott munkásosztály nemzetközi összefogását hirdette. Bár rövid ideig működött, alapelvei és célkitűzései jelentős hatással voltak a későbbi szocialista és kommunista mozgalmakra.